# Élection présidentielle américaine de 1964 en Louisiane
L'élection présidentielle américaine de 1964 en Louisiane a lieu le 3 novembre 1964 comme dans les 49 autres États qui composent les États-Unis ainsi que le district de Columbia. Les électeurs louisianais choisissent des grands électeurs pour les représenter dans le collège électoral à travers un vote populaire. La Louisiane dispose en 1964 de 10 grands électeurs. L'État donne l'ensemble de ses grands électeurs au candidat du Parti républicain, le sénateur de l'Arizona Barry Goldwater. 
Le candidat vainqueur de ce scrutin dans tout le pays sera néanmoins le candidat démocrate Lyndon B. Johnson, qui débutera un second mandat à la présidence des États-Unis le 20 janvier 1965. 
Goldwater est le premier candidat républicain depuis Rutherford B. Hayes en 1876 à remporter la Louisiane lors d'une élection présidentielle.